# Power Rangers: Kozmikus Harag
A Power Rangers: Kozmikus harag  (eredeti cím: Power Rangers: Cosmic Fury) 2023-ban bemutatott amerikai filmsorozat.  2023. szeptember 29-én jelent meg a Netflixen.

## Történet (Kozmikus Harag)
Amikor Lord Zedd hatalmasabban tér vissza, mint valaha, a Kozmikus csapat az űrben csap össze a gonosz császárral, hogy megmentse az általunk ismert univerzumot.

## Szereplők

### Főszereplő (Kozmikus Harag csapat)
| Szerep                                     | Színész        | Magyar hang     |
| ------------------------------------------ | -------------- | --------------- |
| Zayto / Zenith Kozmikus Harag Ranger       | Russell Curry  | Kisfalusi Lehel |
| Amelia Jones / Vörös Kozmikus Harag Ranger | Hunter Deno    | Laudon Andrea   |
| Ollie Akana / Kék Kozmikus Harag Ranger    | Kai Moya       | Czető Roland    |
| Izzy Garcia / Zöld Kozmikus Harag Ranger   | Tessa Rao      | Csuha Bori      |
| Javi Garcia / Fekete Kozmikus Harag Ranger | Chance Perez   | Moser Károly    |
| Aiyon / Arany Kozmikus Harag Ranger        | Jordon Fite    | Baráth István   |
| Fern / Narancs Kozmikus Harag Ranger       | Jacqueline Joe | Csifó Dorina    |

### Veterán Rangers
| Szerep                                    | Színész          | Magyar hang    |
| ----------------------------------------- | ---------------- | -------------- |
| Billy Cranston / Kék Eredeti Ranger       | David Yost       | Holl Nándor    |
| Mick Kanic / Ninja Steel Vörös Ranger III | Kelson Henderson | Kerekes József |
| Heckyl / Sötét Ranger                     | Ryan Carter      | Ágoston Péter  |

### Mellékszereplők
| Szerep                        | Színész           | Magyar hang         |
| ----------------------------- | ----------------- | ------------------- |
| General Shaw                  | Teuila Blakely    | ?                   |
| Solon (Szolón)                | Josephine Davison | Szórádi Erika       |
| Vörös Morphin Mester          | Daryl Habraken    | ?                   |
| Kék Morphin Mester            | Kevin Keys        | ?                   |
| Zöld Morphin Mester           | Beth Allen        | ?                   |
| Zayto / Zenith Morphin Mester | Russell Curry     | Kisfalusi Lehel     |
| Dr. Lani Akana                | Shavaughn Ruakere | Solecki Janka       |
| Tarrick                       | Jared Turner      | Juhász Zoltán       |
| Ed Jones                      | Greg Johnson      | ?                   |
| Slyther                       | Campbell Cooley   | Rosta Sándor        |
| Mucus (Galóca)                | Torum Heng        | Lamboni Anna        |
| Carlos Garcia                 | Blair Strang      | Megyeri János       |
| Jane Fairview                 | Kira Josephson    | Hám-Kereki Anna     |
| J-Borg                        | Victoria Abbott   | Hermann Lilla       |
| Lily                          | Sarah Dalton      | Károlyi Lilla Márta |
| Zordon                        | Russell Curry     | Kisfalusi Lehel     |
| Nibyro Guardian               | Michael Hurst     | ?                   |
| Warden Carlos Garcia          | Blair Strang      | ?                   |
| Rina Garcia                   | Saraid De Silva   | ?                   |

### Gonosztevők
| Szerep                                    | Színész          | Magyar hang     |
| ----------------------------------------- | ---------------- | --------------- |
| Lord Zedd / Master Zedd                   | Fred Tatasciore  | Papucsek Vilmos |
| Snoutia                                   | Lori Dungey      | Sági Tímea      |
| Jozotic                                   | Ashton Brown     | ?               |
| Bajillia Naire                            | Amanda Billing   | Bertalan Ágnes  |
| Squillia Shar Livia Naire                 | Brooke Villiams  | Pekár Adrienn   |
| Scrozzle                                  | Campbell Cooley  | Bordás János    |
| Inkworth (Tintanyaló)                     | Chris Howden     | ?               |
| Omwhyzo                                   | Joseph Witkowski | ?               |
| Krymzo                                    | Robert Mignault  | ?               |
| Quaddo                                    | Riley Druce      | ?               |
| Doodrip (Kondigép)                        | Mark Wright      | Fekete Zoltán   |
| Ollie Akana / Kék Gonosz Dino Fury Ranger | Kai Moya         | Czető Roland    |

### Szörnyek
| Szerep            | Színész                  | Magyar hang |
| ----------------- | ------------------------ | ----------- |
| Krymzo            | Robert Mingnault (hang)  | ?           |
| Quaddo            | Riley Druce (hang)       | ?           |
| Jadana            | Cristina Ionda (hang)    | ?           |
| Snoutia           | Lori Dungey (hang)       | ?           |
| Alien Interviewer | Steve McCleary (színész) | ?           |
| Monster Guards #1 | Callum Stembridge (hang) | ?           |
| Monster Guards #2 | Adrian Smith (hang)      | ?           |
| Monster Miners #1 | Tim Hamilton (hang)      | ?           |

## Magyar változat
A szinkront az Iyuno Hungary készítette.
- Magyar szöveg: Tóth Gábor
- Hangmérnök: Bogdán Gergő
- Vágó: Kránitz Bence
- Operatív vezető: Bogdán Anikó
- Szinkronrendező: Dobay Brigitta
- Produkciós vezető: Felföldi Anna

További magyar hangok: Hám Bertalan, Szabó Andor, Németh Attila István, Galiotti Barbara, Orosz Gergely, Szrna Krisztián, Vámos Mónika, Illésy Éva, Geri Tamás, Pásztor Tibor, Fekete Zoltán

## Kozmikus Morpher Átváltozás
- "Átalakulás! Kozmikus Gömb! Morfizáló aktív!"

### Kozmikus Morpher Átváltozás Színek
- "T-Rex-erő!, Zenith Ranger!"
- "Ankylo-erő!, Vörös Ranger!"
- "Tricera-erő!, Kék Ranger!"
- "Tiger-erő!, Zöld Ranger!"
- "Stego-erő!, Fekete Ranger!"
- "Mosa-erő!, Arany Ranger!"
- "Solon-erő!, Narancs Ranger!"

### Kozmikus Harag Fegyverek
- Kozmikus Gömb
- Kozmikus Morpher
- Tigriskarom

### Kozmikus Harag Zordok
- Kozmikus Oroszlán Zord
- Kozmikus Farkas Zord
- Kozmikus Bika Zord
- Kozmikus Kaméleon Zord
- Kozmikus Cápa Zord
- Kozmikus Sárkány Zord
- Kozmikus Kobra Zord
- Kozmikus Grizzly Zord
- Kozmikus Skorpió Zord

### Kozmikus Harag Megazordok
- Kozmikus Megazord
- Kozmikus Sárkány Megazord
- Kozmikus Ultrazord

## Évados áttekintés
| Évad | Évad | Részek száma | Részek száma | Eredeti sugárzás     | Eredeti sugárzás     | Eredeti adó | Magyar sugárzás      | Magyar sugárzás      | Magyar adó |
| Évad | Évad | Részek száma | Részek száma | Évadbemutató         | Évadzáró             | Eredeti adó | Évadbemutató         | Évadzáró             | Magyar adó |
| ---- | ---- | ------------ | ------------ | -------------------- | -------------------- | ----------- | -------------------- | -------------------- | ---------- |
|      | 1.   | 10           | 10           | 2023. szeptember 29. | 2023. szeptember 29. | Netflix     | 2023. szeptember 29. | 2023. szeptember 29. | Netflix    |

## Epizód

#### 1. évad (30.évad 2023)
| Sor. | Év. | Cím                                     | Rendező         | Író | Premier              |
| --- | --- | --------------------------------------- | --------------- | --- | -------------------- |
| 1. | 1.  | Villámcsapás (Lightning Strikes)        | Michael Hurst   | Történet: Alwyn Dale & Becca Barnes Tévéjáték: Maiya Thompson, Becca Barnes & Alwyn Dale                                 | 2023. szeptember 29. |
| Bajillia Lord Zeddre bízza seregei vezetését egy intergalaktikus háborúban – és a dolgok csak rosszabbra fordulnak, amikor ők ketten foglyul ejtenek egy Power Rangert.            |     |                                         |                 | |                      |
| 2. | 2.  | Javíthatatlan (Beyond Repair)           | Michael Hurst   | Történet: Becca Barnes, Alwyn Dale, Maiya Thompson & Cameron Dixon Tévéjáték: Maiya Thompson, Alwyn Dale & Becca Barnes  | 2023. szeptember 29. |
| A Kozmikus Megacsapat Lord Zedd lehetséges inváziójára készül, Amelia próbálja meggyógyítani a gonosszá tett Rangert, Javi pedig megtanulja elfogadni az őt ért újabb veszteséget. |     |                                         |                 | |                      |
| 3. | 3.  | "Hálózaton kívül" ("Off Grid")          | Michael Hurst   | Történet: Alwyn Dale & Becca Barnes Tévéjáték: Steve McCleary & Alwyn Dale                                               | 2023. szeptember 29. |
| A Kozmikus Megacsapat egy távoli bolygón ragad, ahol az erőik híján megpróbálják kitalálni, hogyan juthatnának haza, miközben a Föld ellenséges erők inváziójától szenved.         |     |                                         |                 | |                      |
| 4. | 4.  | "Csapatmunka" ("Team Work")             | Charlie Haskell | Történet: Maiya Thompson, Cameron Dixon, Becca Barnes & Alwyn Dale Tévéjáték: Cameron Dixon & Becca Barnes               | 2023. szeptember 29. |
| Ollie a Kozmikus Megacsapattal versenyezve próbálja megtalálni Zaytót, de senki nem ismeri a Zenit Ranger hollétét. Jobb lesz sietni: Lord Zedd ereje egyre nő!                    |     |                                         |                 | |                      |
| 5. | 5.  | "Kőkeményen" ("Rock Out")               | Charlie Haskell | Történet: Alwyn Dale, Becca Barnes, Maiya Thompson & Cameron Dixon Tévéjáték: Maiya Thompson & Becca Barnes              | 2023. szeptember 29. |
| Amikor Bajillia rátalál egy régóta elveszett Zordra egy bányászbolygón, a Rangereknek zenével kell elterelniük a figyelmét, nehogy háborús fegyvernek használja.                   |     |                                         |                 | |                      |
| 6. | 6.  | "Felszállás" ("Take Off")               | Charlie Haskell | Történet: Becca Barnes, Alwyn Dale, Maiya Thompson & Cameron Dixon Tévéjáték: Maiya Thompson & Alwyn Dale                | 2023. szeptember 29. |
| Solon éppen akkor tűnik el, amikor a Rangerek a bázist készülnek visszarepíteni a Földre. De a csapatnak nagyobb gondja is akad: Ollie nyomkövetője elvezette őt az Erridusra.     |     |                                         |                 | |                      |
| 7. | 7.  | Fűszer hadművelet (Operation Seasoning) | Charlie Haskell | Történet: Alwyn Dale, Becca Barnes, Maiya Thompson & Cameron Dixon Tévéjáték: Alwyn Dale, Steve McCleary & Cameron Dixon | 2023. szeptember 29. |
| Pine Ridge megmentése érdekében a Kozmikus Megacsapatnak szét kell szerelnie a csápfúrórendszert, amely a Föld körüli antizord erőteret alkotja – egy kém segítségével.            |     |                                         |                 | |                      |
| 8. | 8.  | "Átpártolás" ("Switching Sides")        | Michael Hurst   | Történet: Becca Barnes, Alwyn Dale, Maiya Thompson & Cameron Dixon Tévéjáték: Becca Barnes & Cameron Dixon               | 2023. szeptember 29. |
| Két egykori gonosztevő az utolsó, akinek meg kellene gyógyítania Ollie-t, de Aiyonnak van egy terve, ami beválhat. Eközben Zayto egyre nehezebben tudja eltitkolni az állapotát.   |     |                                         |                 | |                      |
| 9. | 9.  | "Mesterterv" ("Master Plan")            | Michael Hurst   | Történet: Alwyn Dales & Becca Barnes Tévéjáték: Becca Barnes, Alwyn Dale & Guy Langford                                  | 2023. szeptember 29. |
| Veszélyben a Morfizáló, ezért a csapatnak, ha törik, ha szakad, el kell utaznia az Eltarra, és vissza kell szereznie a Mesterelfogót és Ollie-t – méghozzá erősítés nélkül.        |     |                                         |                 | |                      |
| 10. | 10. | "A vég" ("The End")                     | Michael Hurst   | Alwyn Dale & Becca Barnes                                                                                                | 2023. szeptember 29. |
| Ha a Kozmikus Megacsapatnak nem sikerül stabilizálnia a Mesterelfogót, fennáll a veszélye annak, hogy egy gonosz hullám minden jót kisöpör az univerzumból. Nem nagy ügy, ugye?    |     |                                         |                 | |                      |